# San Agustín del Maíz
San Agustín del Maíz es una localidad del estado mexicano de Michoacán. Es parte del municipio de Copándaro.

## Toponimia
El nombre «San Agustín» hace referencia al santo patrono de la localidad: Agustín de Hipona.

## Demografía
| Gráfica de evolución demográfica |
|                                  |

| Censo | Población |
| ----- | --------- |
| 1900  | 447       |
| 1910  | 414       |
| 1921  | 461       |
| 1930  | 374       |
| 1940  | 497       |
| 1950  | 610       |
| 1960  | 833       |
| 1970  | 863       |
| 1980  | 1 170     |
| 1990  | 1 288     |
| 2000  | 1 464     |
| 2010  | 1 728     |
| 2020  | 1 861     |